# بيل فولتون (لاعب كرة قاعدة)
بيل فولتون (بالإنجليزية: Bill Fulton)‏ هو لاعب كرة قاعدة أمريكي، ولد في 22 أكتوبر 1963 في بيتسبرغ في الولايات المتحدة.

## وصلات خارجية
- بيل فولتون على موقعبيزبول رفرنس.كوم (الدوري الرئيسي) (الإنجليزية)